# Lekkoatletyka na Letnich Igrzyskach Olimpijskich 1920 – maraton
Maraton mężczyzn był jedną z konkurencji lekkoatletycznych na Letnich Igrzyskach Olimpijskich 1920. Zawody odbyły się w dniu 22 sierpnia. W zawodach uczestniczyło 48 zawodników z 17 państw.

## Rekordy
| Rekord świata     | 2:36:07      | Alexis Ahlgren   | Londyn (GBR)    | 31 maja 1913  |
| Rekord olimpijski | 2:36:54,8(*) | Kenneth McArthur | Sztokholm (SWE) | 14 lipca 1912 |

(*) dystans wynosił 40,2 km

## Wyniki
| Miejsce | Zawodnik                | Czas      |
| ------- | ----------------------- | --------- |
| 1       | Hannes Kolehmainen      | 2:32:35,8 |
| 2       | Jüri Lossmann           | 2:32:48,6 |
| 3       | Valerio Arri            | 2:36:32,8 |
| 4       | Auguste Broos           | 2:39:25,8 |
| 5       | Juho Tuomikoski         | 2:40:18,8 |
| 6       | Sofus Rose              | 2:41:18,0 |
| 7       | Joseph Organ            | 2:41:30,0 |
| 8       | Rudolf Hansen           | 2:41:39,4 |
| 9       | Urho Tallgren           | 2:42:40,0 |
| 10      | Tatu Kolehmainen        | 2:44:02,3 |
| 11      | Carl Linder             | 2:44:21,2 |
| 12      | Chuck Mellor            | 2:45:30,0 |
| 13      | James Dellow            | 2:46:47,0 |
| 14      | Bobby Mills             | 2:48:05,0 |
| 15      | Arthur Scholes          | 2:48:30,0 |
| 16      | Shizō Kanakuri          | 2:48:45,4 |
| 17      | Gustav Kinn             | 2:49:10,4 |
| 18      | Albert Moché            | 2:50:00,2 |
| 19      | Phadeppa Chaugule       | 2:50:45,4 |
| 20      | Zensaku Motegi          | 2:51:09,4 |
| 21      | Kenzo Yashima           | 2:57:02,0 |
| 22      | Norman General          | 2:58:01,0 |
| 23      | Rudolf Wåhlin           | 2:59:23,0 |
| 24      | Yahei Miura             | 2:59:37,0 |
| 25      | Henri Teyssedou         | 3:00:04,0 |
| 26      | Hendricus Wessel        | 3:00:17,0 |
| 27      | Charles Melis           | 3:00:51,0 |
| 28      | William Grüner          | 3:01:48,0 |
| 29      | George Piper            | 3:02:10,0 |
| 30      | Sinton Hewitt\|         | 3:03:27,0 |
| 31      | Leslie Housden          | 3:14:25,0 |
| 32      | Iraklis Sakellaropoulos | 3:14:25,0 |
| 33      | Juan Jorquera           | 3:17:47,0 |
| 34      | Oscar Blansaer          | 3:20:00,0 |
| 35      | Eric Robertson          | 3:55:00,0 |
| —       | Ettore Blasi            | DNF       |
| —       | Louis Ichard            | DNF       |
| —       | Antonio Persico         | DNF       |
| —       | Albert Smoke            | DNF       |
| —       | Axel Jensen             | DNF       |
| —       | Panagiotis Trivoulidas  | DNF       |
| —       | Christiaan Huijgens     | DNF       |
| —       | Desiré Van Remortel     | DNF       |
| —       | Hans Schuster           | DNF       |
| —       | Amédée Trichard         | DNF       |
| —       | Sadashir Datar          | DNF       |
| —       | Christopher Gitsham     | DNF       |
| —       | Arthur Roth             | DNF       |